# Musée de la mer de Lloret de Mar
 (avril 2022).
Causes possibles :
- Rédaction non-neutre car ne respectant pas la synthèse équilibrée attendue.
- Plan structurant la page comme une brochure promotionnelle ou une plaquette institutionnelle.
- Nombreuses informations sans réelle pertinence encyclopédique et pourtant montées en épingle. Ceci peut notamment se faire en recourant à des sources primaires ou non centrées, ou encore à un « cherry picking » des sources ; dans certains cas, cette utilisation des sources peut même donner lieu à une « synthèse inédite ».

Rappel : la pertinence des informations est à démontrer par des sources secondaires indépendantes et de qualité traitant le sujet.
Pour les articles homonymes, voir Musée de la Mer.
Le musée de la mer de Lloret de Mar se trouve  dans le bâtiment Can Garriga, une maison d'« indiano » de Lloret de Mar (dans la province de Gérone, en Espagne).

## Le musée

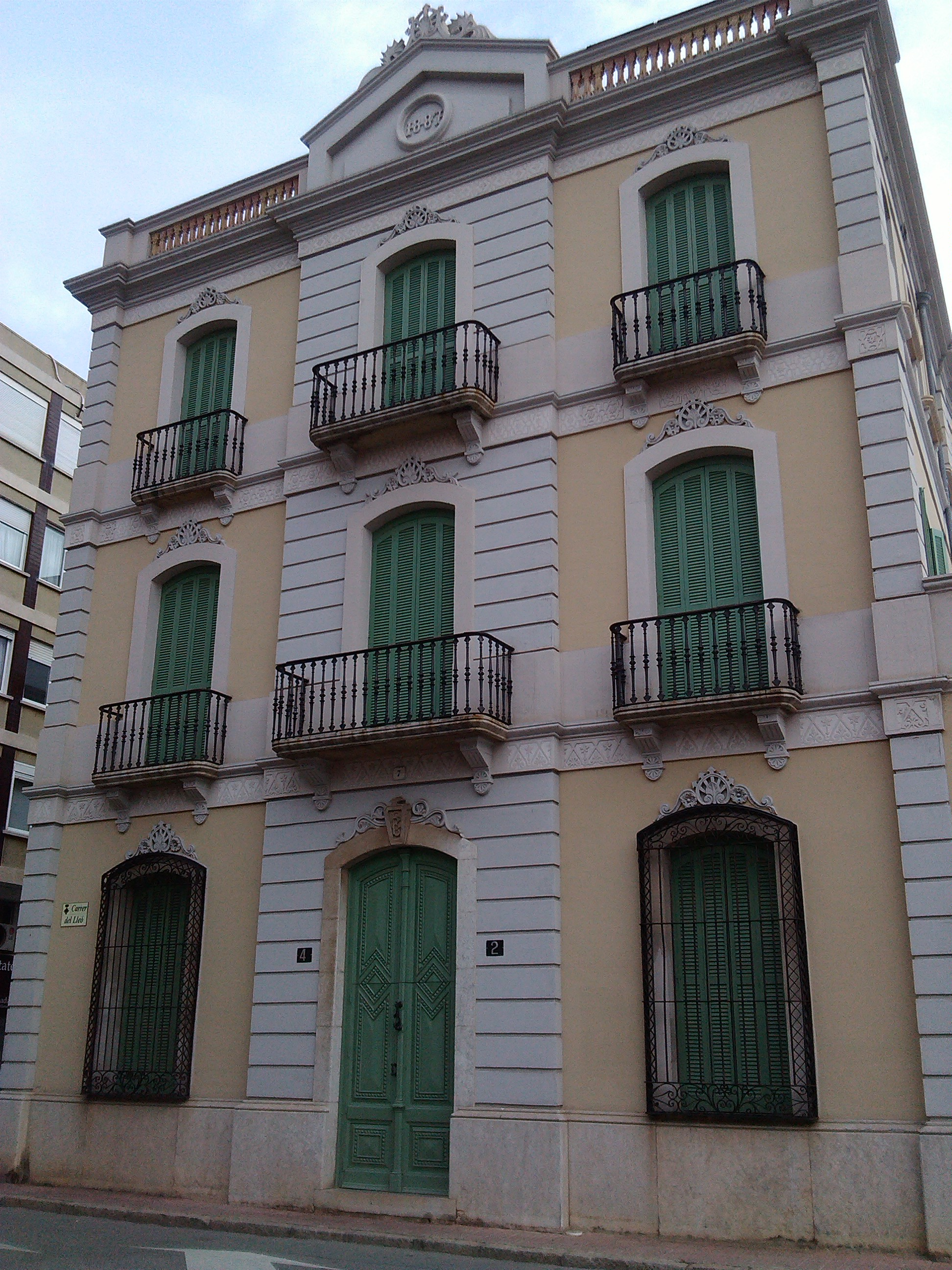
Façade de Can Garriga

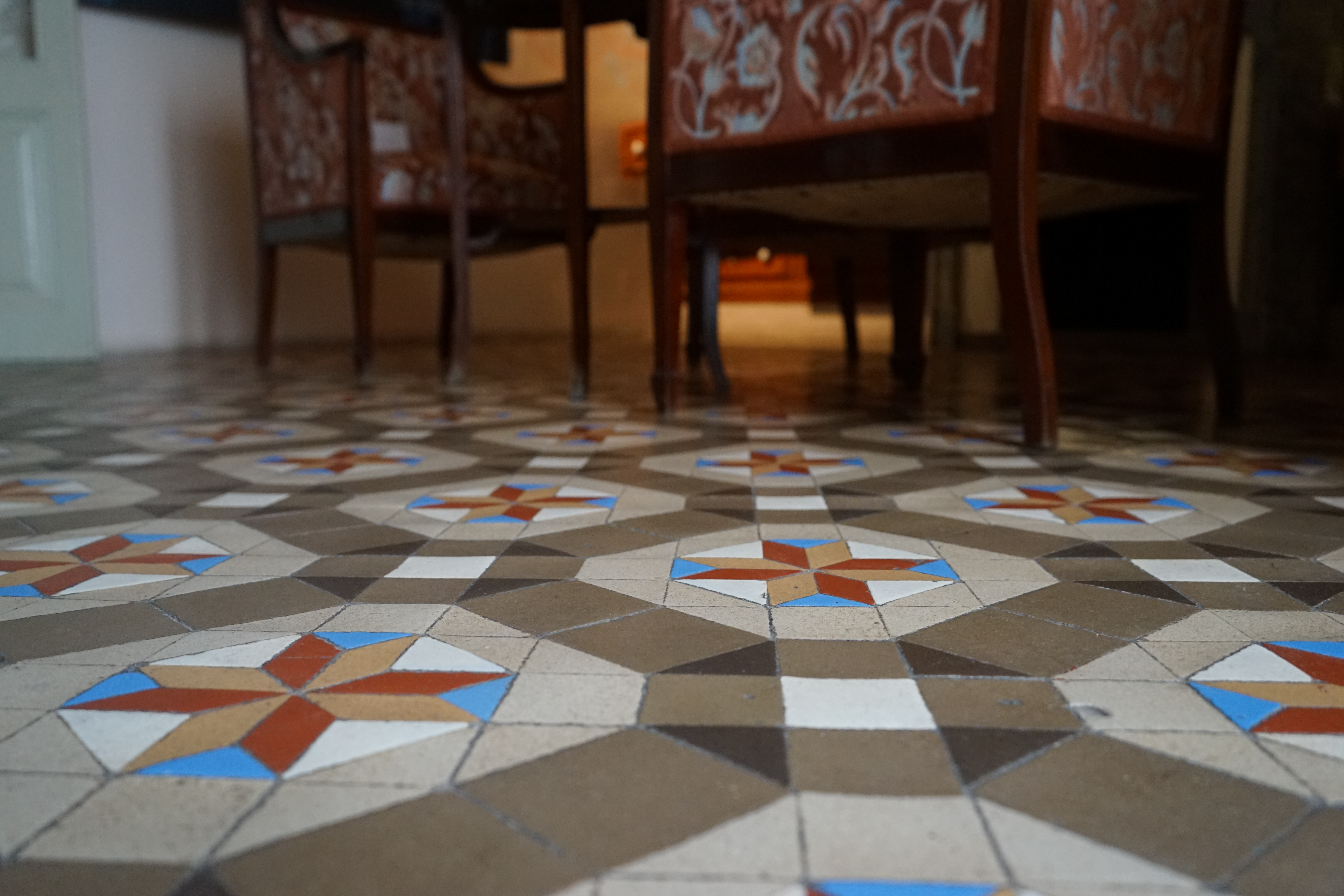
Sol de Can Garriga

Le musée de la Mer est la porte d'entrée du MOLL (Musée Ouvert de Lloret). Le siège de ce centre culturel est Can Garriga, une maison « indiano » de trois niveaux à haute valeur patrimoniale et historique.
En 1981, la mairie a acheté la maison Garriga. Le projet de rénovation et de restauration a été entrepris par les architectes Martorell, Bohigas et Mackey, et le designer Lluis Pau.
Le musée possède des collections de maquettes navales et d'objets liés au monde de la voile.

## Parcours par le musée
Le musée de la Mer s'organise dans une série de domaines:

### 1. Enfants de la mar
La maison des Garriga Mataró. Enric Garriga i Mataró a fait construire cette maison en 1888. Il s'était rendu en Amérique avec son frère, Joan Baptista, 22 ans plus tôt. Ils s'étaient installés dans la ville cubaine de Cienfuegos, où ils ont fondé quelques entrepôts de bois et de matériaux de construction nommés Garriga Hnos et Muro.
Tout allait bien pour Garriga Hnos. y Muro puisqu'en 1871, ils ont acheté en partie la polacre Union, dont Salvador Garriga i Mataro sera capitaine jusqu'en 1879. A cette époque, la navigation à vapeur commençait à gagner du terrain par rapport à celle de la voile. 

### 2. Méditerranée
Sont exposés plusieurs types d'embarcations traditionnelles (llaüt de tràfic ou barca de mitjana - barque catalane, llondo, chébec, 'pinque) et de gréements ketch et tartane à gréement latin.

### 3. Les portes de l'océan

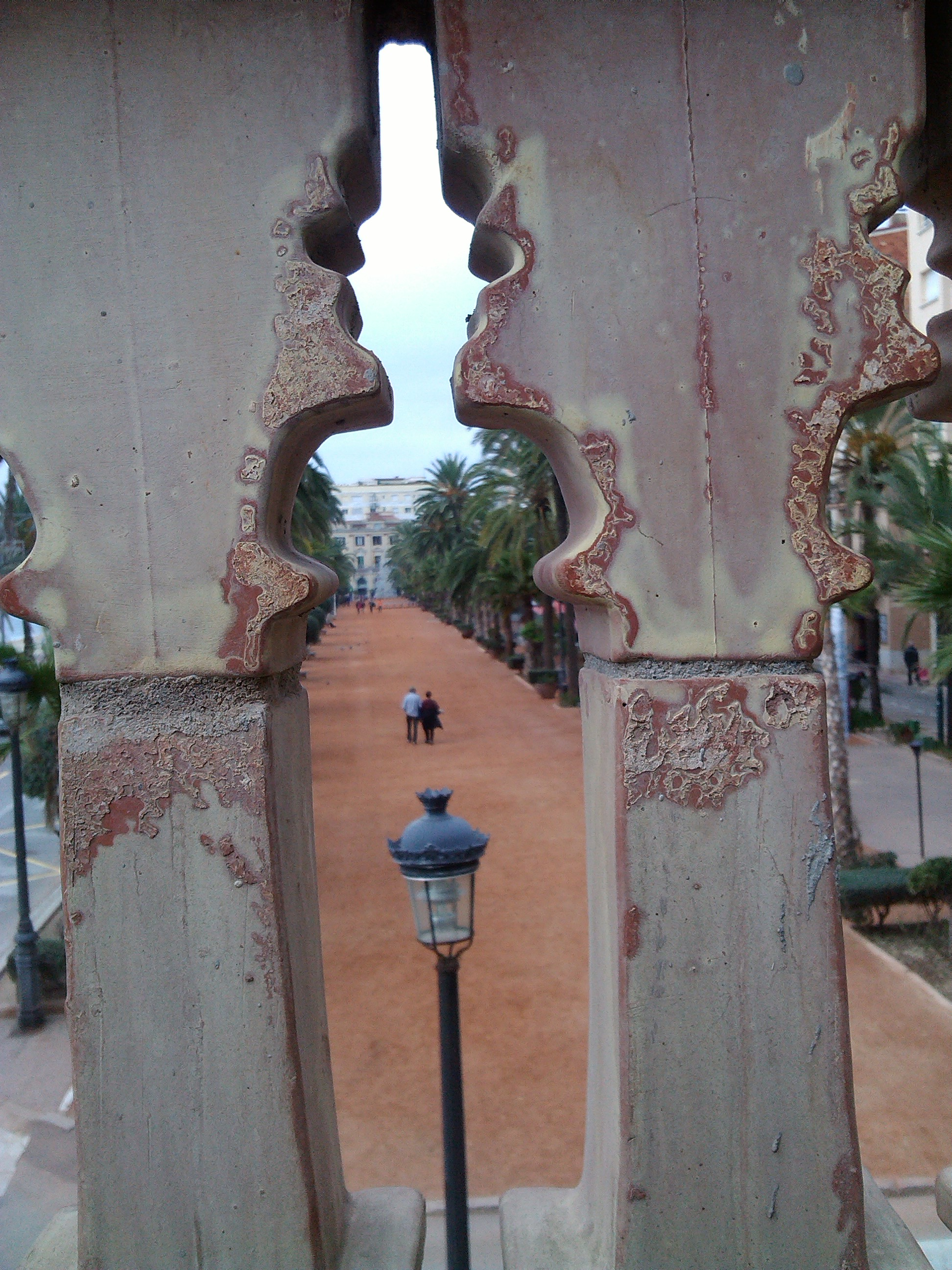
La Promenade Verdaguer vue depuis Can Garriga

Navigation dans le monde. Lorsque les routes océaniques ont été ouvertes, les grands voiliers, qui pendant soixante ans ont été le moteur du grand développement de la ville, sont sortis des chantiers navals de Lloret.
À coups d'herminette : la construction de grands bateaux.
Avec la promotion du libre-échange avec l'Amérique, les chantiers navals de Lloret prennent leur envol, caractérisé par la production de près de 150 grands navires. La plage de Lloret est remplie de goélettes, de polacres, de bricks et de frégates construits à la main et à la sueur des fronts des charpentiers marins, des voiliers, des calfateurs et d'autres professionnels.
Un commerce à risques. Il y avait essentiellement trois principaux systèmes de financement des affaires maritimes : contribuer en fournissant du bois ou devenir propriétaire d'un bateau ; contribuer en faisant des dons, c'est-à-dire investir dans des produits que les bateaux commercialisaient lorsde leurs expéditions commerciales ; enfin, prêter de l'argent à un intérêt élevé, mais en connaissant le risque de la mer.
Transfert du chargement. Les décennies du milieu du XIXe siècle sont les plus intenses de l'histoire coloniale de la Catalogne, à la fois pour le commerce et pour la grande vague d'émigration qui a eu lieu en Amérique.
Les lignages marins de Lloret. À Lloret, il y a une représentation significative des lignages marins, composés spécialement d'employeurs, de pilotes et de capitaines qui étaient aux commandes de navires marchands dans toutes les mers, mais surtout sur la route de l'Amérique. Leur aventure maritime est souvent liée à une expérience commerciale en partenariat avec les négociants établis à l'étranger.
L'héritage des américains. Au cours du XIXe siècle, il y a eu un mouvement de migration de nombreux jeunes de Lloret vers le Nouveau Monde, en particulier à Cuba. Étaient appelés « indianos » (mot se référant aux Indes occidentales, les Amériques) tous ceux qui, ayant quitté l'Espagne pour l'Amérique, faisaient fortune alors qu'ils étaient partis sans argent, et revenaient plus tard au village avec une importante somme d'argent leur permettant de vivre de leurs revenus.

### 4. Lloret après les voiliers

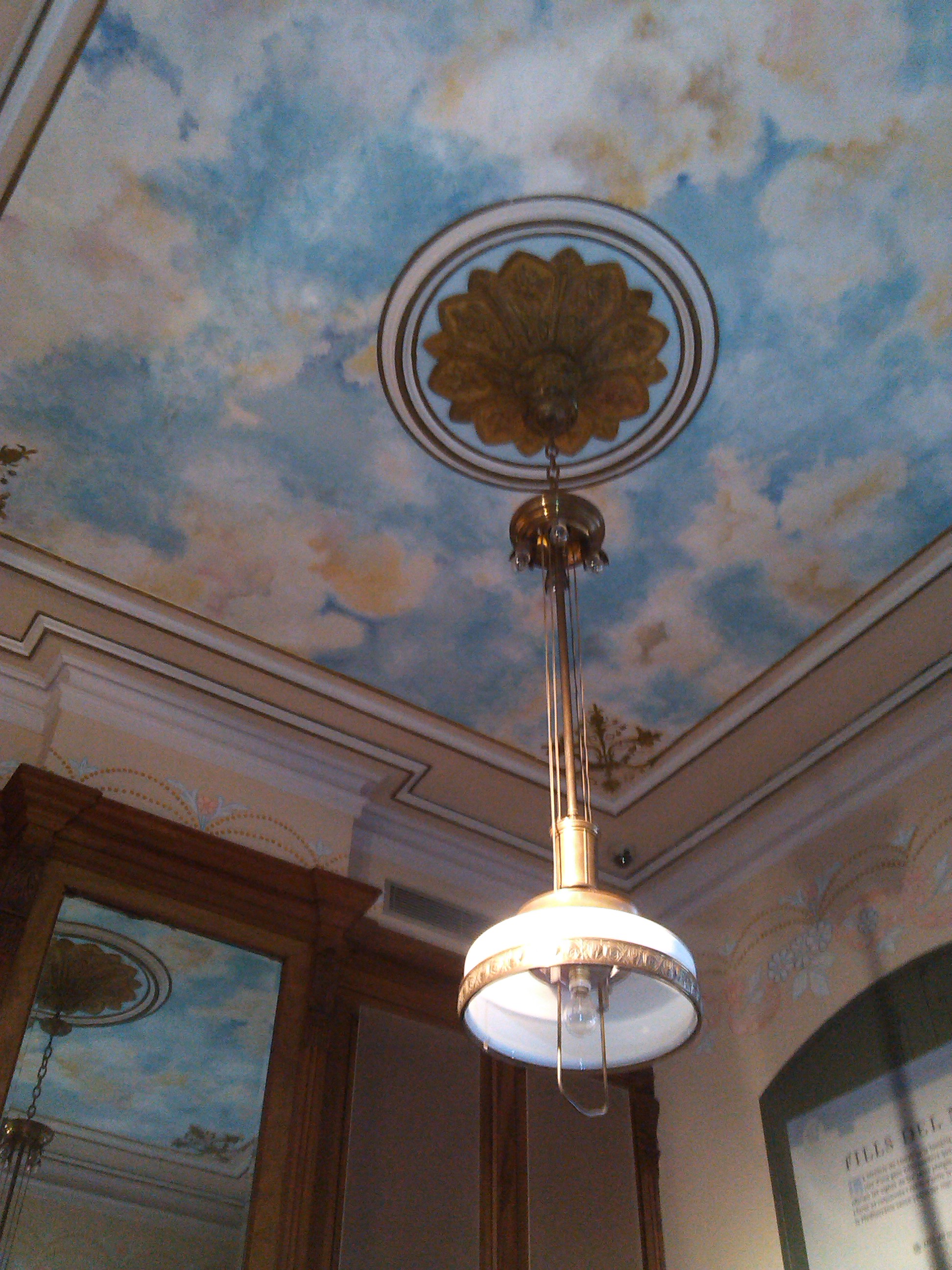
Détail du décor intérieur de Can Garriga

## Œuvres et objets remarquables
- Mobilier d'origine de la maison Garriga. Mobilier d'origine de la maison Garriga Set de tables et de chaises de l'Art nouveau. En bois d'acajou et tapissé de motifs floraux.
- Portrait Mme. Josefa Garriga. Portrait de Mme. Josefa Garriga, propriétaire de la maison où se trouve actuellement le musée de la Mer. Photographie colorée à l'huile.
- Mare Nostrum. Le plus ancien type de navigation est le cabotage, qui longe la côte et ne s'aventure pas en pleine mer. Ce système a été utilisé depuis l'époque des Grecs. À Lloret, les navires qui partaient des plages allaient jusqu'aux principaux ports de Catalogne et se rendaient à Cadix, et de là partaient pour l'Amérique.
- Salle de navires de cabotage. Dans cette salle, vous trouverez des représentations de navires de cabotage construits dans les chantiers navals de Lloret de Mar. Les différents navires de cabotage sont la goélette, le chebec, la pince, le ketch, la tartane, la bombarde et le canot de trafic.
- Figure de proue du bateau Blanca Aurora. Un exemple du type plus traditionnel de figure de proue est celle qui orne la proue de la corvette Blanca Aurora, construite à Lloret de Mar en 1848 dans les chantiers d’Agustí Pujol. Elle a été taillée par Francesc Pascual Granés et représente Maria Pares, fille du capitaine et armateur Silvestre Parés, qui est morte jeune. En 1883, la figure de proue revient à Lloret de Rio de Janeiro et la pièce d'origine, pendant la guerre civile, a été déposée au musée maritime de Barcelone, où elle est toujours conservée. Celle que nous pouvons observer au musée de la Mer est une reproduction digne de l'original.
- Coffre. Coffre du XIXe siècle en cuir et de couleur noire Il comporte de nombreuses étiquettes de l'époque en rapport avec l'étiquetage des bagages.
- Seine “Nuri”. Barque de puissance moyenne ou seine. Canot utilisé dans la pêche et l'art de seine.
- Robe de Bal de la Place de 1949. Robe que Núria Surís Vilaró, travaillant à Santa Cristina, a utilisé pour danser au traditionnel Bal de la Place en 1949. La dentelle aux fuseaux en coton blanc, dont la conception est une abstraction végétale répétée en suivant un effet miroir, datent de la fin du XIXe siècle. C'est un ensemble de trois pièces formées par la jupe, une basque jupon et une doublure. Cette robe a été cédée par l'Ouvrière de Santa Cristina au musée de la Mer.
- Jardins de Sainte Clotilde. Les jardins, conçus dans le style des anciens jardins de la Renaissance italienne, ont été faits par Nicolau Rubió i Tudurí à l'âge de 28 ans, lorsqu'il était en pleine effervescence et plein d'admiration pour son maître dans l'art du jardinage : Forestier. Ils se composent de terrasses superposées, de chemins qui s'entrecroisent, des rampes et des escaliers qui font l'aménagement du jardin. Ils présentent une collection de statues de marbre de style néoclassique et les Sirènes de la sculptrice Maria Llimona.
- Château de Sant Joan. Il date du début du XIe siècle, probablement à l'époque de Madame Sicardis et ses enfants, Messieurs de Lloret (1041-1110). La protection du château comme un Bien Culturel d'intérêt National, selon le décret du 22 avril 1949, l'a sauvé de la démolition dans les années 60. Après les premières fouilles archéologiques dans les années 1965-1968 et en 1983, la restauration de la tour d'hommage s'achève en 1992, tour depuis laquelle vous pourrez profiter d'une vue extraordinaire.